# Ключівська сільська рада (Аскінський район)
Ключі́вська сільська рада (рос. Ключевский сельский совет) — муніципальне утворення у складі Аскінського району Башкортостану, Росія. Адміністративний центр — село Ключі.

## Населення
Населення — 307 осіб (2019, 419 в 2010, 590 в 2002).

## Склад
До складу поселення входять такі населені пункти:
| Населений пункт      | Населення, осіб (2002) | Населення, осіб (2010) |
| -------------------- | ---------------------- | ---------------------- |
| Ключі, село          | 236                    | 170                    |
| Кучаново, село       | 175                    | 127                    |
| Степановка, присілок | 179                    | 122                    |